# Мамаджанов, Шухрат Ахмаджанович
Шухрат Ахмаджанович Мамаджанов (16 марта 1970, Душанбе) — советский и таджикский футболист, тренер.

## Биография
Футболом стал заниматься с 9-ти лет, 1-й тренер — Степан Константинович Бурлачко. В 1982 году Бурлачко пригласили в «Хосилот» и он взял к себе юных игроков, которые выступали на первенстве города Душанбе.
В марте 1989 зачислен в дубль Памира, с 1990 — в основе. Впервые сыграл в составе «Памира» 20 апреля 1990 года, на выезде против волгоградского «Ротора». Дебютный матч сложился неудачно — «Памир» уступил 0:1. Всего в чемпионатах СССР — 27 игр.
В первой половине 1990-х, в независимом чемпионате Таджикистана продолжил выступления за «Памир». Одновременно привлекался к редким играм сборной.
С 1995 играл в Узбекистане — за «Навбахор», «Темирйулчи» из Коканда, МХСК, «Насаф».
В 2003 — тренер «Насафа». Ныне работает детским тренером в Москве (группа 1999—2000 годов рождения).

## Достижения
- Чемпион Таджикистана 1992
- Чемпион Узбекистана 1997
- Обладатель Кубка Таджикистана 1992

## Семья
Женат. Дочь Азиза (1995 г.р.) профессионально увлечена художественной гимнастикой, чемпионка Азии по художественной гимнастике среди юниоров, сын Азамат — игрок футбольной команды «Пахтакор» и молодёжной сборной Узбекистана.